# اسرار (فیلم ۱۹۲۴)
اسرار (انگلیسی: Secrets) فیلمی به کارگردانی فرانک بورزیگی است که در سال ۱۹۲۴ منتشر شد.

## بازیگران
- نورما تالماج
- آلیس دی
- چارلز استانتون اوگل
- کلیر مکداول
- فرانک الیوت
- جورج نیکولز
- گرترود آستور
- هاروی کلارک
- کلاریسا سلوین
- وینتر هال